# أوتو دا في

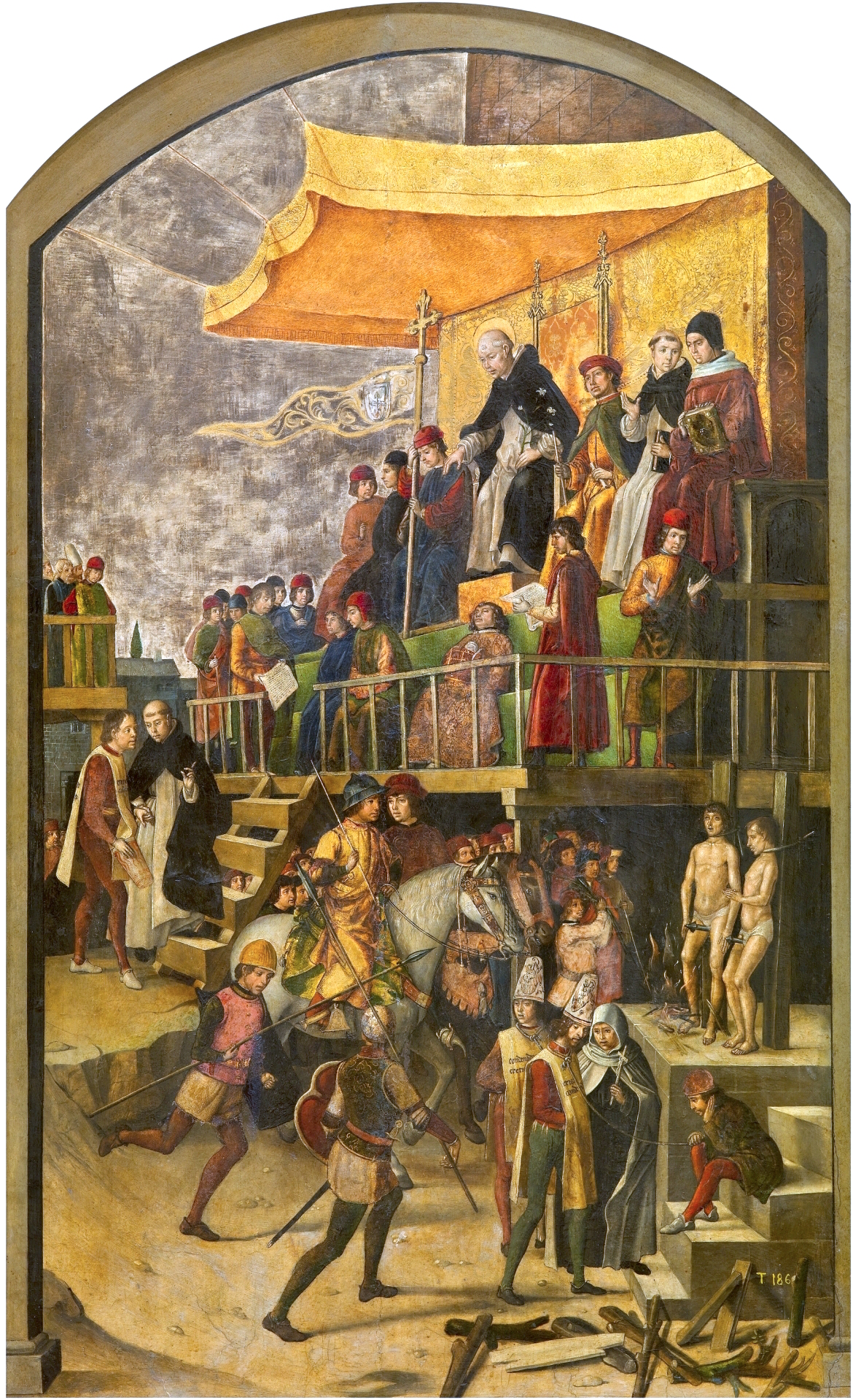
القديس دومينغو يرأس أحد حفلات الأوتو دا في

أوتو دا في أو أوتو دي في (بالإسبانية والبرتغالية: auto-da-fé أو auto-de-fé)، وتعني رسوم الإيمان أو إعلان حكم محكمة التفتيش هو تكفير علني للخطيئة كان يخضع له المدانون بالهرطقة أو الردة إبان سطوة محاكم التفتيش الإسبانية والبرتغالية، وكان يتبعه تنفيذ السلطة المدنية للحكم الذي حُكم به على المدان، والذي قد يصل في كثير من الأحيان إلى الإعدام حرقًا. اشتهرت مواكب «الأوتو دا في» في إسبانيا منذ القرن الخامس عشر.

## التاريخ
في سنة 1474 حصل الملكان الكاثوليكيان فرناندو وإيزابيللا على تصريح من البابا سيكتوس الرابع لتعيين محققين في البلاد الخاضعة لهما، وذلك بدعوى حماية العقيدة الكاثوليكية باعتبارها العقيدة الصحيحة. وما إن حصل الملكان على التصريح حتى شرعا في إنشاء ديوان التحقيق (الذي عُرف خطأ في المصادر العربية بمحاكم التفتيش) في معظم مدن مملكتهما، وتعيين الموظفين والمحققين وإرساء نظام العمل بذلك الديوان. وشهدت مدينة إشبيلية أول موكب «أوتو دا في» سنة 1481، وقد أُعدم في وقت لاحق ستة ممن شُهر بهم في ذلك الموكب. وقد تكفل المبشرون الفرنسيسكانيون فيما بعد بنقل محاكم التفتيش وأنظمتها إلى العالم الجديد.
لا يُعرف على وجه الدقة عدد الضحايا الذين حكمت محاكم التفتيش بإعدامهم، غير أن خوان أنطونيو لورنتي (1756 ـ 1823) ـ الذي عمل أمينًا للمكتب المقدس ـ قدر عدد ضحايا ديوان التحقيق الإسباني (دون احتساب ضحاياه في صقلية وسردينيا والمستعمرات الإسبانية في العالم الجديد) كالآتي:
- 31,912 أُعدموا حرقًا
- 17,912 أُحرقت دمى تمثلهم (وهؤلاء عادة ممن قد ماتوا بالفعل قبل محاكمتهم)
- 291,450 كُفرت خطاياهم بعد تعذيبهم[5]

بينما ترتفع التقديرات لدى المؤرخ الإسباني خوسيه أمادور دي لوس ريوس، الذي قدر عدد ضحايا ديوان التحقيق في حوالي أربعين عامًا فقط (من سنة 1484 إلى سنة 1525) كالآتي:
- 28,540 أُحرقوا أحياء
- 16,520 أُحرقت دمي تمثلهم
- 303,847 كُفرت خطاياهم[5]

غير أن التقديرات الحديثة، المبنية على فحص دقيق لسجلات ديوان التحقيق، تهبط بالتقديرات إلى أعداد أقل، تصل إلى عشرة آلاف ضحية في بعض المصادر وثلاثة آلاف ضحية في مصادر أخرى.
أما في البرتغال، فقد أنشئت محاكم التفتيش في سنة 1536، وظلت قائمة رسميًا إلى سنة 1821، غير أن نفوذها ضعف بشكل كبير في أواخر القرن الثامن عشر في عهد الماركيز دي بومبال. وكانت محاكم التفتيش البرتغالية تُعقد أيضًا في مستعمرة غوا بالهند.
كانت مواكب الأوتو دا في تقام أيضًا في المكسيك والبرازيل وبيرو، وقد سجل ذلك بعض المؤرخين المعاصرين للكونكيستدوريس، مثل برنال دياث ديل كاستييو. ورغم نقص السجلات، فقد قدر أحد المؤرخين عدد من أعدمتهم محاكم التفتيش في المكسيك بخمسين شخصًا.

## الإجراءات والمراسم
كان الأوتو دا في هو الخطوة الأخيرة في عملية التحقيق، وكان يشمل قداسًا كاثوليكيًا، وصلاة، وموكبًا يُعرض فيه المدانون، ثم تلاوة الأحكام الصادرة ضدهم.
بعد صدور الحكم بالإدانة، لا يبلغ الحكم إلى المتهم إلا عند التنفيذ، فيؤخذ المتهم من السجن ـ دون أن يدري مصيره الحقيقي ـ كي يجوز رسوم الإيمان (الأوتو دا في)، وهي الرسوم الدينية التي تسبق التنفيذ، وخلاصتها أن يلبس الثوب المقدس، ويوضع في عنقه حبل وفي يده شمعة، ويؤخذ إلى الكنيسة ليجوز رسوم التوبة، ثم يؤخذ إلى ساحة التنفيذ، وهناك يُتلى عليه الحكم لأول مرة، وقد يكون الحكم في حالة التهم الخطيرة بالسجن المؤبد والمصادرة، أو بالإعدام حرقًا في حالة «الكفر الصريح»، وقد يكون في حالة الذنوب الخفيفة بالسجن لمدة محدودة أو بالغرامة (وهو ما يسمى حكم «التوفيق»).
كانت أحكام الإعدام هي الغالبة في عصور الديوان الأولى في قضايا الكفر، وكان التنفيذ يقع في ساحات المدن الكبرى، وفي احتفال رسمي يشهده الأحبار والكبراء بأثوابهم الرسمية، وقد يشهده الملك، وكان يقع على الأغلب جملة، فينفذ حكم الحرق في عدد من المحكوم عليهم، قد يبلغ العشرات أحيانًا، وينتظم الضحايا في مواكب الأوتو دا في، التي كانت ـ بالرغم من مناظرها الرهيبة ـ من الحفلات العامة، التي تهرع لشهودها جموع الشعب، ومما يذكر في ذلك أن فرناندو الكاثوليكي كان من عشاق هذه المواكب الرهيبة، وكان يسره أن يشهد حفلات الإحراق، وكان يمتدح الأحبار المحققين كلما نظمت حفلة منها.